# 京義線
- 關於朝鲜民主主义人民共和国从平壤站到都羅山站的干线铁路，請見「平釜線」。
- 關於朝鲜民主主义人民共和国从平壤到新义州青年站的干线铁路，請見「平義線」。
- 關於韓國首都圈電鐵的一條線，請見「首都圈电铁京义线」。

京義線（：／ Gyeong'ui seon */?），為韓國鐵道公社路線，連結首爾特別市龍山區首爾站與京畿道坡州市都羅山站。
原先首爾至新義州区間可直通中国并進入中国铁路网（即现新义州青年站～丹东站区间段。目前通过中朝友谊桥连接）。但是在韓半島分裂及朝鲜战争以後，所謂的「京義線」只剩下首爾站前往軍事分界線以南的都羅山站為止（首爾站至汶山站有首都圈電鐵運行，汶山站至都羅山站有一般列車運行），而北朝鮮境内的京義線，現已以平壤為界，分為平義線及平釜線。

## 歷史

### 路线开通与分斷
京義線的名稱是取自路線起點京城的「京」字，及終點新義州的「義」字。19世紀末，朝鮮王國原本打算興建京義線鐵路，1896年法國取得鋪設權，但由於資金問題，計畫未能展開。1899年大韓帝國嘗試自行修建也未成功。
甲午戰爭後，日本希望控制京釜線，以便從日本運送物资往朝鮮半島、滿洲。1901年日本取得興建權並開始京釜線工程。此時俄國在中國開始擴張鐵道網，包括把中國的中東鐵路向東北伸延至俄國的海參崴、南面的滿州支線由大連伸延至旅順。出於對朝鮮半島的影響及日後可能與俄國發生軍事衝突的考慮，日本對京釜線及京義線十分重視。1902年，由漢城至開城的一段正式動工。
1904年日俄戰爭爆發，大韓帝國被逼與日本簽訂協議，同意讓日本在軍事行動時控制大韓帝國的鐵路及工程，京義線於是由日本軍隊建築。1905年日俄戰爭結束，日本取得原本由俄國控制於中國東北南部的鐵道權益，亦取得大韓帝國所有鐵道的權力，並繼續鐵道餘下的工程，至1906年4月3日京義線全線通車。由於此前京釜線於1905年1月已完成及運作，因此日本可以從釜山經京釜線及京義線到達中國邊境。1908年，韓國第一列特快列車隆熙號開始在新義州和釜山之間经京釜線及京義線運行。
最初京義線以龍山站為起點，为了连接京釜線南大門站 (京城、首尔)，1920年新建水色 - 南大門路段开通，京義線起點变更为今日首尔，京義線从京城經汶山、開城、沙里院、平壤、新安州、定州、南市等站，至位於中朝邊境鴨綠江南岸的新義州為終點。日本方面再計劃興建鴨綠江大橋，以便利用鐵道到達中國東北。有關大橋於1911年完工，使日本可以經1910年8月已被吞併的朝鮮半島，從釜山一直通過滿洲及蘇聯直達歐洲。1945年3月全線完成複線鐵路工程。
二戰後，朝鮮和韓國分裂，但列車繼續運行，直到朝鮮戰爭爆發，汶山-開城之間服務停止，京義線被切斷。現時在韩国方面的路線，只餘下首爾市內到京畿道西北的都羅山站。在朝鮮方面，從開城至都羅山站的線段被廢止了。餘下的線段，從開城至平壤的一段，被重新命名作平釜線，而從平壤到新義州的一段，則被稱為平義線。

### 京義線復原與再中斷
今日韩国境內的京義線長度，全長56.1公里，相對於1945年7月朝鮮半島南北分裂前原京義線的499.3公里，僅全長的11%左右。雖然京義線因為南北分治而中斷，但南北雙方商議後，重新開通從都羅山到開城的鐵路。
都羅山站是2002年才啟用的民用管制區，由臨津江繼續往都羅山，要通過檢查才可進入。內有朝鮮的出入境管制站及海關，到此站需經旅行社或親自於文山站或臨津江站申請。2019年以前除了用作運送物資往朝鮮開城工業地區外，每天尚有4班由首爾站開出，運載旅客往都羅山站觀光的和平列車。
连接都羅山到開城的鐵路持续至2024年朝鮮放棄統一后朝鲜军方于同年6-7月对京义线跨境段实施拆除工作为止。
- 2000年6月15日 - 南北共同宣言。
- 2002年4月11日 - 都羅山站開業。
- 2002年9月18日 - 三八线（朝韩非军事区）的鐵路工程開展。
- 2003年6月14日 - 京義線/東海線連結儀式。（南北雙方一起舉行）
- 2003年12月31日 - 南側區間完工。
- 2007年5月17日 - 汶山—開城試運行，兩国代表團参加。
- 2007年12月11日 - 都羅山站與朝鮮方面的板門站之間開始作定期貨物列車運輸，以方便把原材料運往開城工業區及把裝成品運回韩国，每週開一班車。
- 2008年11月28日 - 因南北關係惡化，跨越三八線的貨物列車停止運行。
- 2008年12月1日 - 因朝鮮「12・1」措施，跨越三八線的貨物列車正式停止運行。
- 2009年8月25日 - 朝鮮取消「12・1」措施，跨越三八線的貨物列車恢復運行。
- 2013年4月3日 - 朝鮮宣佈不准韩国人員、車輛及貨運列車進入開城工業區，三八線的貨物列車不能進入開城工業區，只能返回都羅山站。
- 2013年4月10日 - 因朝鮮單方面宣佈暫時關閉開城工業區，跨越三八線的貨物列車再次停止運行。
- 2013年9月16日 - 朝鮮半島局勢緩和，開城工業區重開，跨越三八線的都羅山站至開城的貨物列車恢復運行。
- 2024年1月 - 朝鮮半島南北关系再次急剧恶化，朝鮮宣称韓國为“大韩民国”，将韓國视为“敌对国家”之后，采取了一系列去除朝鮮半島和平统一象征的措施，其中就包括物理切断京义线的朝韩三八线越界轨道。[9]朝鲜方面先于2024年1月对京义线设置地雷，后于2024年6月至7月期间派军方人员正式对京义线跨境段铁轨实施拆除工作。[10]10月15日12时左右，朝鮮在朝韩军事分界线以北炸毁京义线部分区间通路[11]。

### 广域电铁化
由於首爾地區的經濟發展，來往汶山與首爾之間工作的人數眾多，亦因為發展西北部鄉郊衛星城市如高陽市及坡州市，韩国政府決定将京義線广域电铁化。2005年韓國建設交通部計畫把這段鐵道改為複線鐵路、電氣化及把部份路段拉直，最初預計在2009年完工，2010年運作。工程於1999年11月展開，最初預算為₩19,700億。2009年6月30日，由數碼媒體城至汶山的工程已完成，开通首都圈电铁京义线，餘下加佐至孝昌將以地下鐵路形式興建。此時已耗用了預算的74%，預算最後被修正為₩21,532.71億，整段鐵道完工日期為2014年。因地鐵化而留下的地面空間，會用作興建公園。
2010年9月，韩国政府頒佈計劃，於2020年把全國路程2小時以下的路線縮短百分之五行駛時間。按此計劃，京義線未來需提速至每小時230公里。2014年京義線由龍山站至加佐站的支線，亦即龍山線啟用。龍山線由孔德開往京義線終點的文山平均每小時10班，上班尖峰時段每小時更達20班。2014年12月27日韓國鐵道公社通過龍山線、京元線合併首都圈电铁京义线與首都圈電鐵中央線，成為首都圈電鐵京義·中央線。

### 广域电铁現況
京義線已電氣化並納入韓國首都圈電鐵，現在運作於韩国境內的京義線，無民用限制的部分是由首爾特別市首爾中區或龍山區 (首爾站横跨两区)開往京畿道坡州市的部分。
京義線由加佐至首爾站的一段長5.8公里，均建於地面。在首爾站可轉乘1號線、4號線、機場鐵路、京釜線及京釜高速線。但由首爾站開出的列車，多以數碼媒體城為終點，直接往文山方向的列车每小時平均只有一班，上班尖峰時段每小時亦只有3班，遠比龍山線疏落，因此常需要於數碼媒體城或加佐轉乘京義線文山方向的列車。
龍山線與本線於加佐站匯合後，由數碼媒體城起至文山的各站均建於地面，由加佐站至文山站全長40.5公里。在數碼媒體城可轉乘6號線及機場鐵路外，於幸信站可轉乘京釜高速線及湖南高速線，大谷站亦可轉乘3號線和西海线。
京義線雖屬於韓國首都圈電鐵，但只有孝昌至加佐之間地下化，全長不到京義線的3%。因為沿用近百年前興建的鐵道外，大部分路線所經的都是郊区、田野、林地及農地，導致存在許多與公路的平交道口，需要鐵道員工執勤控制。
至於由文山經雲泉、臨津江至都羅山一段，全長9.8公里。該段主要是為住在文山至臨津江站的居民而設，雲泉站更是只有一個月臺的單線車站。在京義線電氣化前，由首爾開往臨津江除一輛無窮花號列車外，都是以通勤列車行駛。京義線電氣化後，通勤車只行走文山至臨津江，部分會繼續往接近朝鮮邊境的都羅山。2020年3月28日文山站～臨津江站區間併入首都圈電鐵京義·中央線，2021年12月11日臨津江站～都羅山站也區間併入，但臨津江站～都羅山站區間獨立運轉，且僅在周末和節假日運行。

## 車站列表

### 運行中車站列表
- Ｋ：KTX、急：首都圈電鐵京義·中央線的急行列車、一：首都圈電鐵京義·中央線的一般列車、平：和平列車（DMZ Train） ●：所有列車停靠、▲：一部分列車停靠

| 車站編號 | 中文站名   | 韓文站名 | 英文站名 | Ｋ     | 急     | 一 | 平 | 接續路線                                                                                    | 站間距離 | 營業距離 | 所在地     | 所在地   |
| -------- | ---------- | -------- | -------- | ------ | ------ | -- | -- | ------------------------------------------------------------------------------------------- | -------- | -------- | ---------- | -------- |
| P313     | 首爾       |          |          | ●      | ●      | ●  | ●  | 京釜線、首尔地铁1号线 (●首都圈電鐵1號線) 首尔地铁4号线 (●首都圈电铁4号线) ●仁川國際機場鐵道 | 0.0      | 0.0      | 首爾特別市 | 龍山區   |
| P314     | 新村       |          |          | ｜     | ●      | ●  | ｜ |                                                                                             | 3.1      | 3.1      | 首爾特別市 | 西大門區 |
| K315     | 加佐       |          |          | ｜     | ▲      | ●  | ｜ | 龍山線 水色客車出發線                                                                       | 2.7      | 5.8      | 首爾特別市 | 西大門區 |
| K316     | 數碼媒體城 |          |          | ｜     | ●      | ●  | ｜ | ●首尔地铁6号线 ●仁川國際機場鐵道                                                            | 1.7      | 7.5      | 首爾特別市 | 恩平區   |
| K317     | 水色       |          |          | ｜     | ●      | ●  | ｜ |                                                                                             | 0.6      | 8.1      | 首爾特別市 | 恩平區   |
|          |            |          |          | ｜     | ｜     | ｜ | ｜ | 水色直結線 （仁川國際機場線）                                                               |          | (8.882)  | 首爾特別市 | 恩平區   |
| K318     | 韓國航空大 |          |          | ｜     | ｜     | ●  | ｜ | 高陽基地線                                                                                  | 3.4      | 11.5     | 京畿道     | 高陽市   |
| K319     | 江梅       |          |          | ｜     | ｜     | ●  | ｜ |                                                                                             | 2.5      | 14.0     | 京畿道     | 高陽市   |
| K320     | 幸信       |          |          | ●      | ●      | ●  | ｜ |                                                                                             | 0.9      | 14.9     | 京畿道     | 高陽市   |
| K321     | 陵谷       |          |          | 未營運 | ｜     | ●  | ●  | 郊外线                                                                                      | 1.5      | 16.4     | 京畿道     | 高陽市   |
| K322     | 大谷       |          |          | 未營運 | ●      | ●  | ｜ | 一山線 (●首都圈電鐵3號線) 西海線 (●首都圈電鐵西海線) 郊外線                                 | 1.8      | 18.2     | 京畿道     | 高陽市   |
| K323     | 谷山       |          |          | 未營運 | ｜     | ●  | ｜ |                                                                                             | 1.7      | 19.9     | 京畿道     | 高陽市   |
| K324     | 白馬       |          |          | 未營運 | ●      | ●  | ｜ |                                                                                             | 1.6      | 21.5     | 京畿道     | 高陽市   |
| K325     | 楓山       |          |          | 未營運 | ｜     | ●  | ｜ |                                                                                             | 1.7      | 23.2     | 京畿道     | 高陽市   |
| K326     | 一山       |          |          | 未營運 | ●      | ●  | ｜ |                                                                                             | 1.9      | 25.1     | 京畿道     | 高陽市   |
| K327     | 炭峴       |          |          | 未營運 | ▲      | ●  | ｜ |                                                                                             | 1.7      | 26.8     | 京畿道     | 高陽市   |
| K328     | 野塘       |          |          | 未營運 | ｜     | ●  | ｜ |                                                                                             | 2.1      | 28.9     | 京畿道     | 坡州市   |
| K329     | 雲井       |          |          | 未營運 | ▲      | ●  | ｜ |                                                                                             | 1.5      | 30.4     | 京畿道     | 坡州市   |
| K330     | 金陵       |          |          | 未營運 | ▲      | ●  | ｜ |                                                                                             | 3.1      | 33.5     | 京畿道     | 坡州市   |
| K331     | 金村       |          |          | 未營運 | ●      | ●  | ｜ |                                                                                             | 2.1      | 35.6     | 京畿道     | 坡州市   |
| K333     | 月籠       |          |          | 未營運 | ｜     | ●  | ｜ |                                                                                             | 4.1      | 39.7     | 京畿道     | 坡州市   |
| K334     | 坡州       |          |          | 未營運 | ｜     | ●  | ｜ |                                                                                             | 2.2      | 41.9     | 京畿道     | 坡州市   |
| K335     | 文山       |          |          | 未營運 | ●      | ●  | ●  | 文山基地線                                                                                  | 4.4      | 46.3     | 京畿道     | 坡州市   |
| K336     | 雲泉       |          |          | 未營運 | 未運行 | ▲  | ●  |                                                                                             | 3.7      | 50.0     | 京畿道     | 坡州市   |
| K337     | 臨津江     |          |          | 未營運 | 未運行 | ▲  | ●  |                                                                                             | 2.3      | 52.3     | 京畿道     | 坡州市   |
| K338     | 都羅山     |          |          | 未營運 | 未運行 | ▲  | ●  | 平釜線（朝鮮）                                                                              | 3.8      | 56.1     | 京畿道     | 坡州市   |

### 1945年7月車站列表
| 當時中文站名           | 當時韓文站名 | 現時中文站名 | 現時韓文站名 | 營業距離 （公里） | 接續路線                                | 所在地 （1945年當時） | 所在地 （1945年當時） | 所在地 （1945年當時） |
| ---------------------- | ------------ | ------------ | ------------ | ----------------- | --------------------------------------- | --------------------- | --------------------- | --------------------- |
| 京城                   |              | 首爾         |              | 0.0               | 京釜線                                  | 京畿道                | 京城府                | 中區                  |
| 新村                   |              |              |              | 3.1               |                                         | 京畿道                | 京城府                | 西大門區              |
| 加佐                   | [ 19 ]       |              |              | 5.8               | 龍山線                                  | 京畿道                | 京城府                | 西大門區              |
| 水色                   |              |              |              | 8.5               |                                         | 京畿道                | 高陽郡                | 恩平面                |
| 陵谷                   |              |              |              | 16.5              |                                         | 京畿道                | 高陽郡                | 知多面                |
| 一山                   |              |              |              | 24.9              |                                         | 京畿道                | 高陽郡                | 中面                  |
| 金村                   |              |              |              | 35.1              |                                         | 京畿道                | 坡州郡                | 衙洞面                |
| 汶山                   |              |              |              | 46.0              |                                         | 京畿道                | 坡州郡                | 臨津面                |
| 長湍                   |              |              |              | 57.8              |                                         | 京畿道                | 長湍郡                | 長湍面                |
| 鳳東                   |              |              |              | 65.6              |                                         | 京畿道                | 開豐郡                | 鳳東面                |
| 開城                   |              |              |              | 73.4              |                                         | 京畿道                | 開城府                | 開城府                |
| 土城                   |              | 開豐         |              | 82.5              | 土海線                                  | 京畿道                | 開豐郡                | 土城面                |
| 礪峴                   |              |              |              | 90.3              |                                         | 京畿道                | 開豐郡                | 北面                  |
| 雞井                   |              |              |              | 97.5              |                                         | 黃海道                | 金川郡                | 古東面                |
| 金郊                   |              | 金川         |              | 109.4             |                                         | 黃海道                | 金川郡                | 金川面                |
| 汗浦                   |              |              |              | 119.7             |                                         | 黃海道                | 平山郡                | 金岩面                |
| 平山                   |              | 太白山城     |              | 125.4             |                                         | 黃海道                | 平山郡                | 平山面                |
| 南川                   |              | 平山         |              | 134.0             |                                         | 黃海道                | 平山郡                | 南川邑                |
| 物開                   |              |              |              | 142.8             |                                         | 黃海道                | 平山郡                | 安城面                |
| 新幕                   |              |              |              | 153.3             |                                         | 黃海道                | 瑞興郡                | 新幕邑                |
| 瑞興                   |              |              |              | 160.1             |                                         | 黃海道                | 瑞興郡                | 龍坪面                |
| 文武里                 |              | 文武         |              | 170.5             |                                         | 黃海道                | 瑞興郡                | 龍坪面                |
| 興水                   |              |              |              | 175.3             |                                         | 黃海道                | 鳳山郡                | 龜淵面                |
| 清溪                   |              |              |              | 183.2             |                                         | 黃海道                | 鳳山郡                | 龜淵面                |
| 馬洞                   |              | 鳳山         |              | 190.2             |                                         | 黃海道                | 鳳山郡                | 土城面                |
| 新鳳山                 |              | 東沙里院     |              | 195.6             |                                         | 黃海道                | 鳳山郡                | 文井面                |
| 沙里院                 |              | 沙里院青年   |              | 200.2             | 長淵線（殷栗線） 黃海本線（黃海青年線） | 黃海道                | 鳳山郡                | 沙里院邑              |
| 桂東                   |              | 正方里       |              | 206.9             |                                         | 黃海道                | 鳳山郡                | 舍人面                |
| 沈村                   |              |              |              | 214.0             |                                         | 黃海道                | 黃州郡                | 青龍面                |
| 黃海黃州               |              | 黃州         |              | 224.2             | 兼二浦線（松林線）                      | 黃海道                | 黃州郡                | 黃州邑                |
| 黑橋                   |              |              |              | 236.3             |                                         | 黃海道                | 黃州郡                | 黑橋面                |
| 中和                   |              |              |              | 242.9             |                                         | 平安南道              | 中和郡                | 中和面                |
| 力浦                   |              |              |              | 250.2             |                                         | 平安南道              | 大同郡                | 龍淵面                |
| 大同江                 |              |              |              | 258.1             | 平安炭礦線（平德線）                    | 平安南道              | 平壤府                | 平壤府                |
| 平壤                   |              |              |              | 260.7             | 平南線                                  | 平安南道              | 平壤府                | 平壤府                |
| 西平壤                 |              |              |              | 265.4             |                                         | 平安南道              | 平壤府                | 平壤府                |
| 西浦                   |              |              |              | 271.8             | 平元線（龍城線）                        | 平安南道              | 大同郡                | 在京面                |
| 間里                   |              |              |              | 279.9             |                                         | 平安南道              | 大同郡                | 在京面                |
| 順安                   |              |              |              | 285.9             |                                         | 平安南道              | 平原郡                | 順安面                |
| 石巖                   |              | 宅庵         |              | 294.2             |                                         | 平安南道              | 平原郡                | 東岩面                |
| 漁波                   |              |              |              | 301.8             |                                         | 平安南道              | 平原郡                | 公德面                |
| 肅川                   |              |              |              | 312.6             |                                         | 平安南道              | 平原郡                | 肅川面                |
| 萬城                   |              | 文德         |              | 322.9             |                                         | 平安南道              | 安州郡                | 大尼面                |
| 大橋                   |              |              |              | 331.2             |                                         | 平安南道              | 安州郡                | 新安州面              |
| 新安州                 |              | 新安州青年   |              | 336.4             | 川線                                    | 平安南道              | 安州郡                | 新安州面              |
| 孟中里                 |              |              |              | 342.4             | 博川線                                  | 平安北道              | 博川郡                | 東南面                |
| 嶺美                   |              | 雲田         |              | 349.8             |                                         | 平安北道              | 博川郡                | 嘉山面                |
| 雲田                   |              | 雲巖         |              | 362.8             |                                         | 平安北道              | 定州郡                | 大田面                |
| 古邑                   |              |              |              | 371.3             |                                         | 平安北道              | 定州郡                | 葛山面                |
| 定州                   |              | 定州青年     |              | 384.1             | 平北鐵道（平北線）                      | 平安北道              | 定州郡                | 定州邑                |
| 下端                   |              |              |              | 388.8             |                                         | 平安北道              | 定州郡                | 南西面                |
| 郭山                   |              |              |              | 396.7             |                                         | 平安北道              | 定州郡                | 郭山面                |
| 路下                   |              |              |              | 408.3             |                                         | 平安北道              | 宣川郡                | 東面                  |
| 宣川                   |              |              |              | 417.6             |                                         | 平安北道              | 宣川郡                | 宣川邑                |
| 東林                   |              | 清江         |              | 427.7             |                                         | 平安北道              | 宣川郡                | 新府面                |
| 車輦館                 |              | 東林         |              | 438.5             |                                         | 平安北道              | 鐵山郡                | 站面                  |
| 南市                   |              | 鹽州         |              | 451.9             | 楊市線（平義線一部分）                  | 平安北道              | 龍川郡                | 外上面                |
| 良策                   |              |              |              | 460.6             |                                         | 平安北道              | 龍川郡                | 東上面                |
| 枇峴                   |              |              |              | 468.4             |                                         | 平安北道              | 龍川郡                | 楊光面                |
| 龍溪里                 |              |              |              | 474.9             |                                         | 平安北道              | 龍川郡                | 楊光面                |
| 白馬                   |              |              |              | 477.7             |                                         | 平安北道              | 義州郡                | 威遠面                |
| 石下                   |              |              |              | 488.9             |                                         | 平安北道              | 新義州府              | 新義州府              |
| 南新義州               |              |              |              | 491.5             | 楊市線                                  | 平安北道              | 新義州府              | 新義州府              |
| 新義州                 |              | 新義州青年   |              | 496.7             | 新義州江岸線（江岸線）                  | 平安北道              | 新義州府              | 新義州府              |
| 鴨綠江大橋（中朝邊境） |              |              |              |                   |                                         |                       |                       |                       |
| 安東                   |              | 丹東         |              | 499.3             | 安鳳線（瀋丹鐵路）                      | 滿洲國                | 安東省                | 安東省                |

- 站名和距離按1937年度資料。
- 註：南市至南新義州舊路段現時改稱白馬線，平義線正線已由楊市線取代。

## 支线

### 水色客車出發線
| 中文站名          | 韓文站名 | 英文站名 | 接續路線 | 站間距離 | 營業距離 | 所在地     | 所在地   |
| ----------------- | -------- | -------- | -------- | -------- | -------- | ---------- | -------- |
| 水色车辆基地      |          |          |          | 0.0      | 0.0      | 首爾特別市 | 恩平區   |
| 加佐              |          |          | 京義線   | 2.4      | 2.4      | 首爾特別市 | 西大門區 |
| ↓京義線首尔站方向 |          |          |          |          |          |            |          |

### 水色直結線
连结京義線与仁川國際機場鐵道，
| 中文站名           | 韓文站名 | 英文站名 | 接續路線         | 站間距離 | 營業距離 | 所在地     | 所在地 |
| ------------------ | -------- | -------- | ---------------- | -------- | -------- | ---------- | ------ |
| (京義線)           |          |          | 京義線           | 0.0      | 0.0      | 首爾特別市 | 恩平區 |
| (仁川國際機場鐵道) |          |          | 仁川國際機場鐵道 | 2.2      | 2.2      | 首爾特別市 | 恩平區 |

### 高阳基地线
| 中文站名              | 韓文站名 | 英文站名 | 接續路線 | 站間距離 | 營業距離 | 所在地     | 所在地 |
| --------------------- | -------- | -------- | -------- | -------- | -------- | ---------- | ------ |
| 首都圈鐵道 車輛整備團 |          |          |          | 0.0      | 0.0      | 首爾特別市 | 高陽市 |
| 韓國航空大            |          |          | 京義線   | 1.7      | 1.7      | 首爾特別市 | 高陽市 |
| ↓京義線首尔站方向     |          |          |          |          |          |            |        |

### 文山基地线
| 中文站名          | 韓文站名 | 英文站名 | 接續路線 | 站間距離 | 營業距離 | 所在地 | 所在地 |
| ----------------- | -------- | -------- | -------- | -------- | -------- | ------ | ------ |
| 文山车辆基地      |          |          |          | 0.0      | 0.0      | 京畿道 | 坡州市 |
| 文山              |          |          | 京義線   | 2.1      | 2.1      | 京畿道 | 坡州市 |
| ↓京義線首尔站方向 |          |          |          |          |          |        |        |

## 參看
- 韓國鐵道公社
- 南北中断路线
- 朝鲜总督府铁道局
- 平釜線
- 平義線
- 白川線